# Басс, Родион Михайлович
Родион Михайлович Басс (бел. Радзівон Міхайлавіч Басс, 29 ноября 1952, Витебск, Белоруссия — 9 сентября 2017) — белорусский продюсер, режиссёр, заслуженный деятель культуры Республики Беларусь, Почётный гражданин города Витебска, директор фестивалей, генеральный директор дирекции Международного фестиваля искусств «Славянский базар в Витебске», генеральный директор Центра культуры «Витебск», вице-президент FIDOF, музыкант.

## Биография
Родион Басс родился в Витебске. Окончил биолого-химический факультет Витебского государственного пединститута (1975). Работал учителем СШ №29. С 1976 года работал в Витебском городском Доме культуры (в настоящее время ГУ «Центр культуры Витебск». В 1979 году окончил заочное режиссёрское отделение Витебского культпросветучилища. С 1981 года — генеральный директор ГУ «Центр культуры Витебск».
С 1977 года являлся организатором различных фестивалей и конкурсов: конкурса эстрадной песни и музыки «Красная гвоздика» (1977—1982 г.г.), конкурса бального танца «Весенний бал» (1978 г.), фестиваля инструментальной музыки «Витебская осень» (1979—1980 г.г.), который затем стал фестивалем джазовой музыки «Витебская осень» (1981—1989 г.г.), Международного фестиваля диксилендов «Парад диксилендов» (1983—1993 г.г.), городского конкурса красоты «Витебская красавица» (1989 г., 1996—1998 г.г.).
С 1988 по 1990 год — директор Всесоюзного фестиваля Польской песни. В 1991 являлся инициатором организации и проведения в Витебске в Летнем амфитеатре музыкального фестиваля «Славянский базар», с 1992 года — директор Международного фестиваля искусств «Славянский базар в Витебске». Под его руководством за 21 год существования Международный фестиваль искусств «Славянский базар в Витебске» стал поистине грандиозным по масштабам праздником, который включает в себя детское творчество, фольклор, ремесла, театральное искусство, кино, цирк, живопись, моду и прочее. Фестиваль давно вышел за пределы Белоруссии и стал настоящим явлением в современной европейской культуре. Подтверждение тому — многочисленные участники и гости из 69 стран мира (со всех континентов). Международный фестиваль искусств «Славянский базар в Витебске» удостоен престижных наград: дважды признавался Международной федерацией фестивальных организаций (FIDOF) как «Лучший фестиваль года» (2000 г., 2004 г.). Укреплением значимости фестиваля «Славянский базар в Витебске» стало проведение в Витебске в июле 2005 года 39-й Ассамблеи Международной федерации фестивальных организаций (FIDOF), в которой приняли участие представители различных фестивалей из 15 стран мира.

## Награды и премии
Родион Басс награждён
- Золотой медалью «За заслуги в укреплении польско-советской дружбы. Польша-СССР» (1990 г.),
- является лауреатом премии «Созвездие муз» (1996 г.),
- награждён Почётным дипломом Парламентского Собрания Союза Белоруссии и России (1998 г.),
- Почётным знаком Министерства культуры Республики Беларусь (1999 г.),
- Указом Президента Республики Беларусь присвоено почётное звание «Заслуженный деятель культуры Республики Беларусь» (2002 г.),
- награждён Почётной грамотой Витебского областного исполнительного комитета (2002 г., 2012 г.),
- нагрудным знаком Министерства культуры Республики Беларусь «За вклад в развитие культуры Беларуси» (2003 г.),
- дипломом Постоянного Комитета Союзного государства «За воплощение идей дружбы между народами Беларуси и России» (2004 г.),
- Почётной грамотой Министерства культуры Республики Беларусь (2005 г., 2006 г.),
- юбилейным знаком Постоянного Комитета Союзного государства «10 лет со Дня единения народов Беларуси и России» (2006 г.),
- отмечен Благодарностью Президента Республики Беларусь за активное и бескорыстное участие в работе инициативной группы по выборам Президента Республики Беларусь (2006 г.),
- Благодарностью Российской академии художеств «За участие в организации и проведении выставки произведений президента Российской академии художеств З. К. Церетели» (2006 г.),
- почётной грамотой Национального собрания Республики Беларусь за реализацию социальной политики Республики Беларусь и заслуги в развитии национальной культуры (2007 г.)[3],
- дипломом телерадиовещательной организации Союзного государства «За объединение пространств» (2007 г.),
- Почётной грамотой Витебского городского исполнительного комитета (2000 г., 2007 г., 2012 г.),
- объявлена Благодарность председателя Витебского облисполкома за успешную подготовку и проведение республиканского фестиваля-ярмарки тружеников села «Дожинки-2008» (2008 г.),
- за большую работу по подготовке и проведению областных массовых мероприятий в 2009 году (2009 г.);
- награждён медалью Постоянного Комитета Союзного государства «За сотрудничество» (2010 г.),
- присвоено почётное звание «Человек года Витебщины» в номинации «Культура, искусство, духовное возрождение» (2011 г.),
- присвоено звание «Почётный гражданин города Витебска» (2011 г.),
- награждён Почётной грамотой администрации Октябрьского района г. Витебска (2012 г.),
- Почётной грамотой управления культуры Витебского областного исполнительного комитета (2012 г.),
- объявлена Благодарность Государственного секретаря Союзного государства за большой личный вклад в дело распространения культурных ценностей народов Беларуси и России (2012 г.).

## Память
В 2019 году, за 12 дней до открытия традиционного ежегодного фестиваля «Славянский базар» над могилой Р. М. Басса был открыт памятник, над которым работал известный витебский скульптор А. Н. Гвоздиков. На высоком четырёхгранном постаменте из тёмно-коричневого полированного гранита установлен бронзовый бюст-портрет. Место захоронения покрыто полированными гранитными плитами того же тёмно-коричневого цвета. На фронтальной части постамента, вверху, расположен рельефный бронзовый логотип «Славянского базара», объединяющий нотный знак со стилизованным васильком. Под ним находится надпись, также рельефная: «БАСС / РОДИОН МИХАЙЛОВИЧ / 29.11.1952 – 10.09.2017 / ЗАСЛУЖЕННЫЙ / ДЕЯТЕЛЬ КУЛЬТУРЫ / РЕСПУБЛИКИ БЕЛАРУСЬ / ПОЧЁТНЫЙ ГРАЖДАНИН / ГОРОДА ВИТЕБСКА».

## Семья
жена — Ольга, сын — Герман, дочь — Екатерина (от первого брака)